# Jahjouh
Jahjouh  (in arabo جحجوح‎?) è un centro abitato e comune rurale del Marocco situato nella provincia di El Hajeb, regione di Fès-Meknès. Conta una popolazione di 7 485 abitanti (censimento 2014).